# Aluminiumammoniumsulfat
Aluminiumammoniumsulfat, ist eine anorganische Verbindung und ein Mischsalz der Schwefelsäure mit Ammonium- und Aluminiumionen. Kristallwasserfreies Aluminiumammoniumsulfat ist bekannt, hat gegenüber dem Dodecahydrat mit 12 Molekülen Kristallwasser aber eine deutlich untergeordnete Bedeutung. Das Dodecahydrat mit dem Trivialnamen Ammoniumalaun gehört zur Gruppe der Alaune und bildet wasserlösliche, farblose kubische Kristalle.

## Verwendung
Das Ammoniumalaun wird vielfältig verwendet, unter anderem in Deodorants, der Papierindustrie, der Gerberei, zur Wasserreinigung oder Herstellung von Ätz- oder Flammschutzmitteln, in der Medizin als Adstringens, in der Kosmetikindustrie als sogenanntes „Deokristall“ und in der Gärtnerei zum Umfärben von Hortensienblütenblättern in die Farbe Blau. In der Lebensmittelindustrie wird es als Festigungsmittel und Stabilisator eingesetzt. Es ist in der EU als Lebensmittelzusatzstoff unter der Bezeichnung E 523 zugelassen.